# 1320
Portal Geschichte | Portal Biografien | Aktuelle Ereignisse | Jahreskalender | Tagesartikel

◄ |
13. Jahrhundert |
14. Jahrhundert
| 15. Jahrhundert | ►

◄ |
1290er |
1300er |
1310er |
1320er
| 1330er | 1340er | 1350er | ►

◄◄ |
◄ |
1316 |
1317 |
1318 |
1319 |
1320
| 1321 | 1322 | 1323 | 1324 | ► | ►►
Staatsoberhäupter  · Nekrolog
| Januar | Januar | Januar | Januar | Januar | Januar | Januar | Januar |
| Kw     | Mo     | Di     | Mi     | Do     | Fr     | Sa     | So     |
| ------ | ------ | ------ | ------ | ------ | ------ | ------ | ------ |
| 1      |        | 1      | 2      | 3      | 4      | 5      | 6      |
| 2      | 7      | 8      | 9      | 10     | 11     | 12     | 13     |
| 3      | 14     | 15     | 16     | 17     | 18     | 19     | 20     |
| 4      | 21     | 22     | 23     | 24     | 25     | 26     | 27     |
| 5      | 28     | 29     | 30     | 31     |        |        |        |

| Februar | Februar | Februar | Februar | Februar | Februar | Februar | Februar |
| Kw      | Mo      | Di      | Mi      | Do      | Fr      | Sa      | So      |
| ------- | ------- | ------- | ------- | ------- | ------- | ------- | ------- |
| 5       |         |         |         |         | 1       | 2       | 3       |
| 6       | 4       | 5       | 6       | 7       | 8       | 9       | 10      |
| 7       | 11      | 12      | 13      | 14      | 15      | 16      | 17      |
| 8       | 18      | 19      | 20      | 21      | 22      | 23      | 24      |
| 9       | 25      | 26      | 27      | 28      | 29      |         |         |

| März | März | März | März | März | März | März | März |
| Kw   | Mo   | Di   | Mi   | Do   | Fr   | Sa   | So   |
| ---- | ---- | ---- | ---- | ---- | ---- | ---- | ---- |
| 9    |      |      |      |      |      | 1    | 2    |
| 10   | 3    | 4    | 5    | 6    | 7    | 8    | 9    |
| 11   | 10   | 11   | 12   | 13   | 14   | 15   | 16   |
| 12   | 17   | 18   | 19   | 20   | 21   | 22   | 23   |
| 13   | 24   | 25   | 26   | 27   | 28   | 29   | 30   |
| 14   | 31   |      |      |      |      |      |      |

| April | April | April | April | April | April | April | April |
| Kw    | Mo    | Di    | Mi    | Do    | Fr    | Sa    | So    |
| ----- | ----- | ----- | ----- | ----- | ----- | ----- | ----- |
| 14    |       | 1     | 2     | 3     | 4     | 5     | 6     |
| 15    | 7     | 8     | 9     | 10    | 11    | 12    | 13    |
| 16    | 14    | 15    | 16    | 17    | 18    | 19    | 20    |
| 17    | 21    | 22    | 23    | 24    | 25    | 26    | 27    |
| 18    | 28    | 29    | 30    |       |       |       |       |

| Mai | Mai | Mai | Mai | Mai | Mai | Mai | Mai |
| Kw  | Mo  | Di  | Mi  | Do  | Fr  | Sa  | So  |
| --- | --- | --- | --- | --- | --- | --- | --- |
| 18  |     |     |     | 1   | 2   | 3   | 4   |
| 19  | 5   | 6   | 7   | 8   | 9   | 10  | 11  |
| 20  | 12  | 13  | 14  | 15  | 16  | 17  | 18  |
| 21  | 19  | 20  | 21  | 22  | 23  | 24  | 25  |
| 22  | 26  | 27  | 28  | 29  | 30  | 31  |     |

| Juni | Juni | Juni | Juni | Juni | Juni | Juni | Juni |
| Kw   | Mo   | Di   | Mi   | Do   | Fr   | Sa   | So   |
| ---- | ---- | ---- | ---- | ---- | ---- | ---- | ---- |
| 22   |      |      |      |      |      |      | 1    |
| 23   | 2    | 3    | 4    | 5    | 6    | 7    | 8    |
| 24   | 9    | 10   | 11   | 12   | 13   | 14   | 15   |
| 25   | 16   | 17   | 18   | 19   | 20   | 21   | 22   |
| 26   | 23   | 24   | 25   | 26   | 27   | 28   | 29   |
| 27   | 30   |      |      |      |      |      |      |

| Juli | Juli | Juli | Juli | Juli | Juli | Juli | Juli |
| Kw   | Mo   | Di   | Mi   | Do   | Fr   | Sa   | So   |
| ---- | ---- | ---- | ---- | ---- | ---- | ---- | ---- |
| 27   |      | 1    | 2    | 3    | 4    | 5    | 6    |
| 28   | 7    | 8    | 9    | 10   | 11   | 12   | 13   |
| 29   | 14   | 15   | 16   | 17   | 18   | 19   | 20   |
| 30   | 21   | 22   | 23   | 24   | 25   | 26   | 27   |
| 31   | 28   | 29   | 30   | 31   |      |      |      |

| August | August | August | August | August | August | August | August |
| Kw     | Mo     | Di     | Mi     | Do     | Fr     | Sa     | So     |
| ------ | ------ | ------ | ------ | ------ | ------ | ------ | ------ |
| 31     |        |        |        |        | 1      | 2      | 3      |
| 32     | 4      | 5      | 6      | 7      | 8      | 9      | 10     |
| 33     | 11     | 12     | 13     | 14     | 15     | 16     | 17     |
| 34     | 18     | 19     | 20     | 21     | 22     | 23     | 24     |
| 35     | 25     | 26     | 27     | 28     | 29     | 30     | 31     |

| September | September | September | September | September | September | September | September |
| Kw        | Mo        | Di        | Mi        | Do        | Fr        | Sa        | So        |
| --------- | --------- | --------- | --------- | --------- | --------- | --------- | --------- |
| 36        | 1         | 2         | 3         | 4         | 5         | 6         | 7         |
| 37        | 8         | 9         | 10        | 11        | 12        | 13        | 14        |
| 38        | 15        | 16        | 17        | 18        | 19        | 20        | 21        |
| 39        | 22        | 23        | 24        | 25        | 26        | 27        | 28        |
| 40        | 29        | 30        |           |           |           |           |           |

| Oktober | Oktober | Oktober | Oktober | Oktober | Oktober | Oktober | Oktober |
| Kw      | Mo      | Di      | Mi      | Do      | Fr      | Sa      | So      |
| ------- | ------- | ------- | ------- | ------- | ------- | ------- | ------- |
| 40      |         |         | 1       | 2       | 3       | 4       | 5       |
| 41      | 6       | 7       | 8       | 9       | 10      | 11      | 12      |
| 42      | 13      | 14      | 15      | 16      | 17      | 18      | 19      |
| 43      | 20      | 21      | 22      | 23      | 24      | 25      | 26      |
| 44      | 27      | 28      | 29      | 30      | 31      |         |         |

| November | November | November | November | November | November | November | November |
| Kw       | Mo       | Di       | Mi       | Do       | Fr       | Sa       | So       |
| -------- | -------- | -------- | -------- | -------- | -------- | -------- | -------- |
| 44       |          |          |          |          |          | 1        | 2        |
| 45       | 3        | 4        | 5        | 6        | 7        | 8        | 9        |
| 46       | 10       | 11       | 12       | 13       | 14       | 15       | 16       |
| 47       | 17       | 18       | 19       | 20       | 21       | 22       | 23       |
| 48       | 24       | 25       | 26       | 27       | 28       | 29       | 30       |

| Dezember | Dezember | Dezember | Dezember | Dezember | Dezember | Dezember | Dezember |
| Kw       | Mo       | Di       | Mi       | Do       | Fr       | Sa       | So       |
| -------- | -------- | -------- | -------- | -------- | -------- | -------- | -------- |
| 49       | 1        | 2        | 3        | 4        | 5        | 6        | 7        |
| 50       | 8        | 9        | 10       | 11       | 12       | 13       | 14       |
| 51       | 15       | 16       | 17       | 18       | 19       | 20       | 21       |
| 52       | 22       | 23       | 24       | 25       | 26       | 27       | 28       |
| 1        | 29       | 30       | 31       |          |          |          |          |

| Januar | Januar | Januar | Januar | Januar | Januar | Januar | Januar |
| Kw     | Mo     | Di     | Mi     | Do     | Fr     | Sa     | So     |
| ------ | ------ | ------ | ------ | ------ | ------ | ------ | ------ |
| 1      |        | 1      | 2      | 3      | 4      | 5      | 6      |
| 2      | 7      | 8      | 9      | 10     | 11     | 12     | 13     |
| 3      | 14     | 15     | 16     | 17     | 18     | 19     | 20     |
| 4      | 21     | 22     | 23     | 24     | 25     | 26     | 27     |
| 5      | 28     | 29     | 30     | 31     |        |        |        |

| Februar | Februar | Februar | Februar | Februar | Februar | Februar | Februar |
| Kw      | Mo      | Di      | Mi      | Do      | Fr      | Sa      | So      |
| ------- | ------- | ------- | ------- | ------- | ------- | ------- | ------- |
| 5       |         |         |         |         | 1       | 2       | 3       |
| 6       | 4       | 5       | 6       | 7       | 8       | 9       | 10      |
| 7       | 11      | 12      | 13      | 14      | 15      | 16      | 17      |
| 8       | 18      | 19      | 20      | 21      | 22      | 23      | 24      |
| 9       | 25      | 26      | 27      | 28      | 29      |         |         |

| März | März | März | März | März | März | März | März |
| Kw   | Mo   | Di   | Mi   | Do   | Fr   | Sa   | So   |
| ---- | ---- | ---- | ---- | ---- | ---- | ---- | ---- |
| 9    |      |      |      |      |      | 1    | 2    |
| 10   | 3    | 4    | 5    | 6    | 7    | 8    | 9    |
| 11   | 10   | 11   | 12   | 13   | 14   | 15   | 16   |
| 12   | 17   | 18   | 19   | 20   | 21   | 22   | 23   |
| 13   | 24   | 25   | 26   | 27   | 28   | 29   | 30   |
| 14   | 31   |      |      |      |      |      |      |

| April | April | April | April | April | April | April | April |
| Kw    | Mo    | Di    | Mi    | Do    | Fr    | Sa    | So    |
| ----- | ----- | ----- | ----- | ----- | ----- | ----- | ----- |
| 14    |       | 1     | 2     | 3     | 4     | 5     | 6     |
| 15    | 7     | 8     | 9     | 10    | 11    | 12    | 13    |
| 16    | 14    | 15    | 16    | 17    | 18    | 19    | 20    |
| 17    | 21    | 22    | 23    | 24    | 25    | 26    | 27    |
| 18    | 28    | 29    | 30    |       |       |       |       |

| Mai | Mai | Mai | Mai | Mai | Mai | Mai | Mai |
| Kw  | Mo  | Di  | Mi  | Do  | Fr  | Sa  | So  |
| --- | --- | --- | --- | --- | --- | --- | --- |
| 18  |     |     |     | 1   | 2   | 3   | 4   |
| 19  | 5   | 6   | 7   | 8   | 9   | 10  | 11  |
| 20  | 12  | 13  | 14  | 15  | 16  | 17  | 18  |
| 21  | 19  | 20  | 21  | 22  | 23  | 24  | 25  |
| 22  | 26  | 27  | 28  | 29  | 30  | 31  |     |

| Juni | Juni | Juni | Juni | Juni | Juni | Juni | Juni |
| Kw   | Mo   | Di   | Mi   | Do   | Fr   | Sa   | So   |
| ---- | ---- | ---- | ---- | ---- | ---- | ---- | ---- |
| 22   |      |      |      |      |      |      | 1    |
| 23   | 2    | 3    | 4    | 5    | 6    | 7    | 8    |
| 24   | 9    | 10   | 11   | 12   | 13   | 14   | 15   |
| 25   | 16   | 17   | 18   | 19   | 20   | 21   | 22   |
| 26   | 23   | 24   | 25   | 26   | 27   | 28   | 29   |
| 27   | 30   |      |      |      |      |      |      |

| Juli | Juli | Juli | Juli | Juli | Juli | Juli | Juli |
| Kw   | Mo   | Di   | Mi   | Do   | Fr   | Sa   | So   |
| ---- | ---- | ---- | ---- | ---- | ---- | ---- | ---- |
| 27   |      | 1    | 2    | 3    | 4    | 5    | 6    |
| 28   | 7    | 8    | 9    | 10   | 11   | 12   | 13   |
| 29   | 14   | 15   | 16   | 17   | 18   | 19   | 20   |
| 30   | 21   | 22   | 23   | 24   | 25   | 26   | 27   |
| 31   | 28   | 29   | 30   | 31   |      |      |      |

| August | August | August | August | August | August | August | August |
| Kw     | Mo     | Di     | Mi     | Do     | Fr     | Sa     | So     |
| ------ | ------ | ------ | ------ | ------ | ------ | ------ | ------ |
| 31     |        |        |        |        | 1      | 2      | 3      |
| 32     | 4      | 5      | 6      | 7      | 8      | 9      | 10     |
| 33     | 11     | 12     | 13     | 14     | 15     | 16     | 17     |
| 34     | 18     | 19     | 20     | 21     | 22     | 23     | 24     |
| 35     | 25     | 26     | 27     | 28     | 29     | 30     | 31     |

| September | September | September | September | September | September | September | September |
| Kw        | Mo        | Di        | Mi        | Do        | Fr        | Sa        | So        |
| --------- | --------- | --------- | --------- | --------- | --------- | --------- | --------- |
| 36        | 1         | 2         | 3         | 4         | 5         | 6         | 7         |
| 37        | 8         | 9         | 10        | 11        | 12        | 13        | 14        |
| 38        | 15        | 16        | 17        | 18        | 19        | 20        | 21        |
| 39        | 22        | 23        | 24        | 25        | 26        | 27        | 28        |
| 40        | 29        | 30        |           |           |           |           |           |

| Oktober | Oktober | Oktober | Oktober | Oktober | Oktober | Oktober | Oktober |
| Kw      | Mo      | Di      | Mi      | Do      | Fr      | Sa      | So      |
| ------- | ------- | ------- | ------- | ------- | ------- | ------- | ------- |
| 40      |         |         | 1       | 2       | 3       | 4       | 5       |
| 41      | 6       | 7       | 8       | 9       | 10      | 11      | 12      |
| 42      | 13      | 14      | 15      | 16      | 17      | 18      | 19      |
| 43      | 20      | 21      | 22      | 23      | 24      | 25      | 26      |
| 44      | 27      | 28      | 29      | 30      | 31      |         |         |

| November | November | November | November | November | November | November | November |
| Kw       | Mo       | Di       | Mi       | Do       | Fr       | Sa       | So       |
| -------- | -------- | -------- | -------- | -------- | -------- | -------- | -------- |
| 44       |          |          |          |          |          | 1        | 2        |
| 45       | 3        | 4        | 5        | 6        | 7        | 8        | 9        |
| 46       | 10       | 11       | 12       | 13       | 14       | 15       | 16       |
| 47       | 17       | 18       | 19       | 20       | 21       | 22       | 23       |
| 48       | 24       | 25       | 26       | 27       | 28       | 29       | 30       |

| Dezember | Dezember | Dezember | Dezember | Dezember | Dezember | Dezember | Dezember |
| Kw       | Mo       | Di       | Mi       | Do       | Fr       | Sa       | So       |
| -------- | -------- | -------- | -------- | -------- | -------- | -------- | -------- |
| 49       | 1        | 2        | 3        | 4        | 5        | 6        | 7        |
| 50       | 8        | 9        | 10       | 11       | 12       | 13       | 14       |
| 51       | 15       | 16       | 17       | 18       | 19       | 20       | 21       |
| 52       | 22       | 23       | 24       | 25       | 26       | 27       | 28       |
| 1        | 29       | 30       | 31       |          |          |          |          |

## Ereignisse

### Politik und Weltgeschehen

#### Britische Inseln

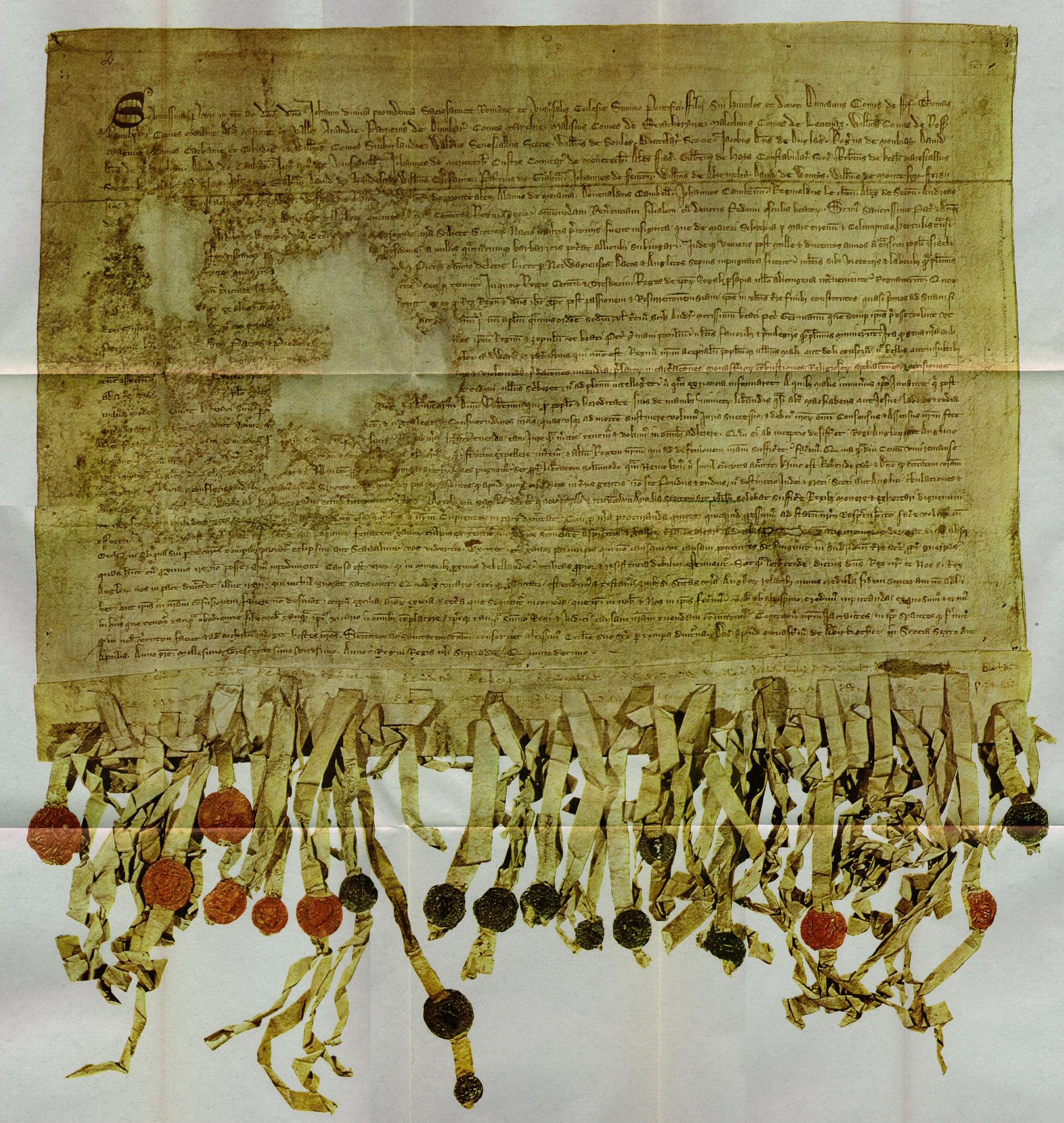
Abschrift der Urkunde

- 6. April: Mit der Declaration of Arbroath erklärt Schottland seine Unabhängigkeit von England. Die mit den Unterschriften und Siegeln von 51 schottischen Earls, Magnaten und Adligen versehene Urkunde wird als Brief an den seit 1316 im französischen Avignon residierenden Papst Johannes XXII. gesandt. Die Erklärung soll Vorbehalte des Papstes gegen die Beendigung der englischen Herrschaft über Schottland zerstreuen und bittet zugleich um Schlichtung im Konflikt mit England.
- 4. August: In Scone tritt ein schottisches Parlament zusammen, das die Verschwörer der im Sommer aufgedeckten Soules-Verschwörung verurteilt.

#### Frankreich/Aragón
- 5. Mai: Der Vertrag von Paris bringt die Versöhnung Roberts III. von Flandern und Nevers mit dem französischen König Philipp V. Roberts Enkel Ludwig heiratet am 21. Juli Philipps Tochter Margarete von Frankreich. Die Orte Lille, Douai und Orchies gehen in diesem Vertrag endgültig an Frankreich.
- Mai: Der zweite Hirtenkreuzzug beginnt in der Normandie, als ein jugendlicher Hirte von sich behauptet, der Heilige Geist sei über ihn gekommen und habe ihn angewiesen, die Mauren in Spanien zu bekämpfen. Scharen von jungen Männern, Frauen und Kindern ziehen daraufhin nach Süden und greifen überwiegend Juden, aber auch Burgen, königliche Beamte, Priester und Leprakranke an. Sie passieren Saintes, Verdun, Cahors und Albi und erreichen Toulouse am 12. Juni. In Montclus im Königreich Aragón töten sie mehr als 300 Menschen. König Jakob II. lässt daraufhin die Verantwortlichen verhaften und hinrichten. Daraufhin gibt es keine weiteren Vorkommnisse, und der Kreuzzug löst sich auf.

#### Heiliges Römisches Reich
- Juli: Mit dem Tod von Heinrich dem Kind stirbt die Dynastie der askanischen Markgrafen von Brandenburg aus.
- Pommern erwirbt die Uckermark.

#### Osteuropa

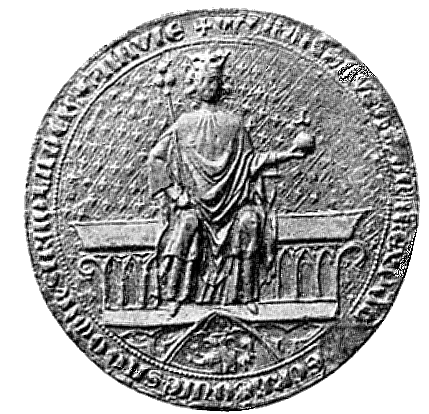
Siegel König Władysławs I.

- 20. Januar: Der polnische Herzog Władysław I. Ellenlang wird mit Zustimmung von Papst Johannes XXII. in Krakau zum König von Polen gekrönt. Zur Bekräftigung seiner gegen Johann von Böhmen gerichteten Allianz mit Ungarn verheiratet er im gleichen Jahr seine Tochter Elisabeth mit dem ungarischen König Karl von Anjou.
- Die Zusammenarbeit zwischen dem Großfürstentum Litauen und dem Großfürstentum Twer wird durch eine politische Heirat zwischen der Tochter Gediminas, Maria, und dem Fürsten Dmitrij Michajlowitsch gefestigt.

#### Asien
- 1. März: Suddhipala wird als Nachfolger seines verstorbenen Vaters Buyantu Khan Kaiser der mongolischen Yuan-Dynastie in China. Gleichzeitig beginnen durch Finanzminister Temüder angezettelte Machtkämpfe bei Hofe, die ihren Hintergrund in der schwierigen Finanzlage des Reichs haben.

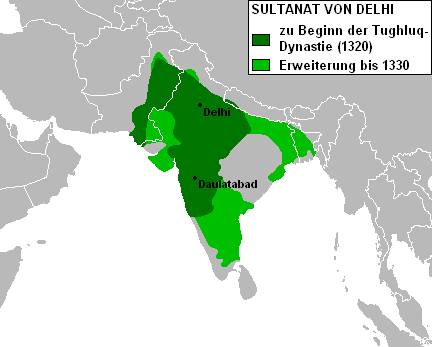
Größte Ausdehnung des Delhi-Sultanats zu Beginn der Tughluq-Dynastie

- Ghiyas-ud-din Tughluq Shah I. erhebt sich gegen den letzten Khilji-Sultan Nasir ud-din Chusrau, der kurz zuvor den vorherigen Sultan Qutb-ud-din Mubarak Shah ermordet hat. Nach seinem Sieg wird er als erster Angehöriger der Tughluq-Dynastie Sultan von Delhi. Er bekämpft die Korruption, senkt die Steuern und fördert die Landwirtschaft.

#### Stadtrechte und urkundliche Ersterwähnungen
- Erste urkundliche Erwähnung von Capri Leone, Mauren bei Ehningen, Eriz, Mitlödi, Mirchel und Tunau
- Die Gemeinde St. Egidien wird erstmals urkundlich mit „Eccleria Sancti Egidii in Lunwicz“ erwähnt.
- Linz am Rhein erhält die Stadtrechte.

### Kultur
- Dantes Quaestio de Aqua et Terra erscheint.

### Religion
- Um die Heiligsprechung des Thomas von Aquin auch finanziell voranzutreiben, fordert das Generalkapitel der Dominikaner in Rouen alle Provinziale auf, zur nächsten Versammlung für jeden Ordensbruder einen Gulden mitzubringen.
- Die Marienkirche in Kolberg wird nach vierzigjähriger Bauzeit fertiggestellt.
- In Gaeta beginnt der Bau der Kirche Santissima Annunziata.

### Katastrophen
- Die Allerheiligen-Sturmflut in der Ostsee lässt die Insel Ruden entstehen.

## Historische Karten und Ansichten

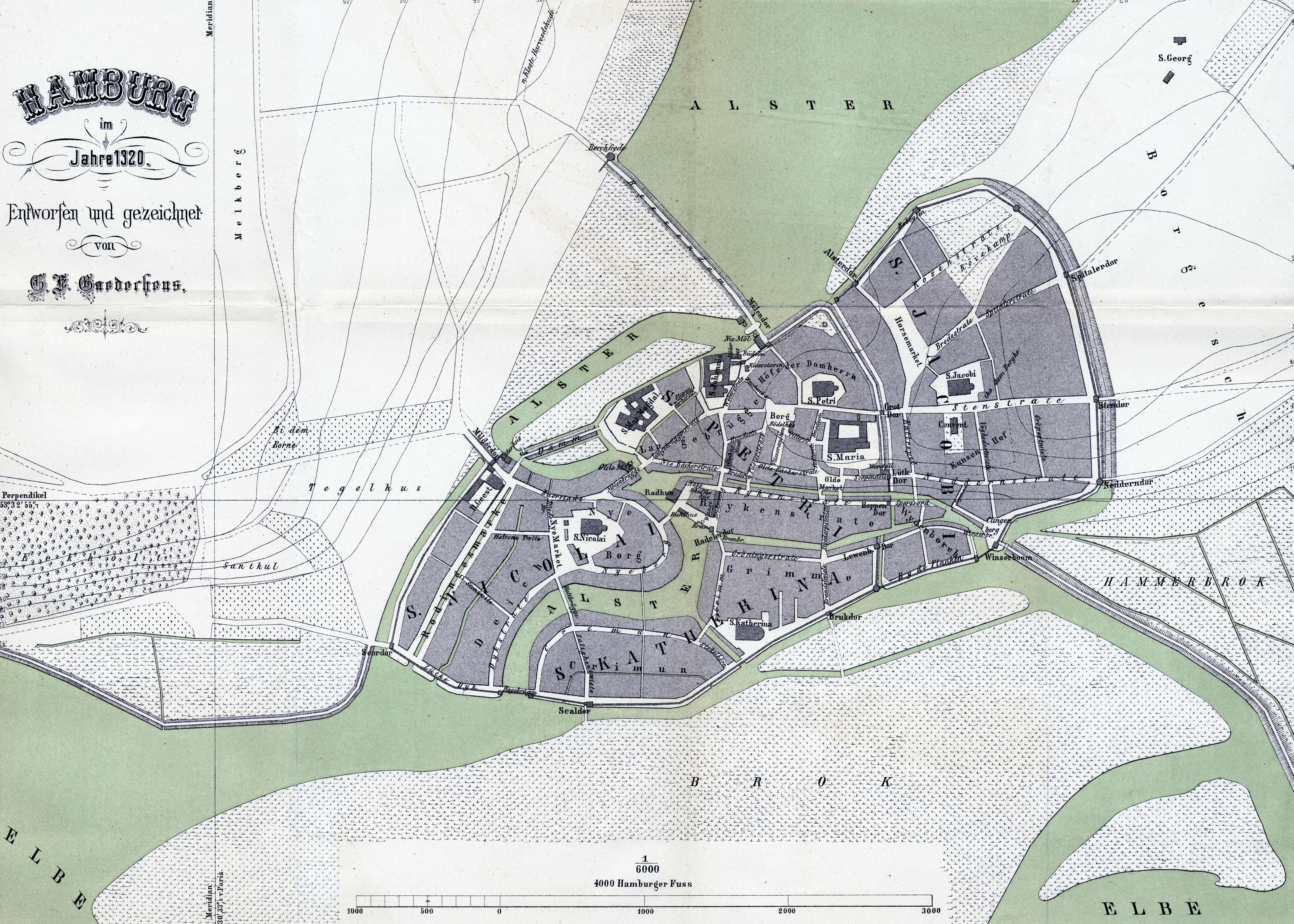
Rekonstruierter Grundriss von Hamburg um 1320, die Elbe liegt außerhalb des unteren Randes

## Geboren

### Geburtsdatum gesichert
- 9. Februar: Katharina von Habsburg, deutsche Adelige († 1349)
- 20. März: Lawrence Hastings, englischer Magnat und Militär († 1348)
- 8. April: Peter I., König von Portugal († 1367)
- 25. Mai: Toghan Timur, mongolischer Kaiser von China († 1370)

### Genaues Geburtsdatum unbekannt
- Arigaba, mongolischer Kaiser von China († 1328)
- Gabriele Adorno, Doge der Republik Genua († 1383)
- Ludwig von Tarent, Fürst von Tarent, König von Neapel und Graf von Provence († 1362)
- Nijō Yoshimoto, japanischer Dichter, Gelehrter und Hofbeamter († 1388)
- Rudolf, Herzog von Lothringen († 1346)
- Chen Youliang, Gründer des chinesischen Rebellenstaates Dahan († 1363)
- Berthold von Zollern, Fürstbischof von Eichstätt († 1365)

### Geboren um 1320
- 1308, 1320 oder 1329: Orcagna, Florentiner Maler, Bildhauer und Architekt († 1368)
- Margaret Brotherton, Duchess of Norfolk, englische Adelige († 1399)
- Inês de Castro, kastilische Adlige und Geliebte des Königs von Portugal († 1355)
- John Hawkwood, italienischer Condottiere englischer Herkunft († 1394)
- Vojtěch Raňkův z Ježova, tschechischer Theologe und Philosoph († 1388)

## Gestorben

### Todesdatum gesichert
- 21. Januar: Árni Helgason, isländischer römisch-katholischer Bischof (* 1260)
- 7. Februar: Johann Muskata, Bischof von Krakau (* um 1250)
- 1. März: Buyantu Khan, Kaiser von China (* 1285)
- 21. März: Werner von Homberg, Minnesänger, Ritter und Kriegshauptmann (* 1284)
- 5. Juni: Peter von Aspelt, Erzbischof von Mainz (* um 1245)
- 20. Juli: Oschin von Armenien, König des Armenischen Königreichs von Kilikien (* 1282)
- 18. August: Adelheid von Braunschweig-Grubenhagen, Herzogin von Kärnten und Titular-Königin von Böhmen (* 1285)
- 12. Oktober: Michael IX., byzantinischer Mitkaiser (* 1277)
- 31. Oktober: Ricoldo da Monte di Croce, Florentiner Orientmissionar (* um 1243)

### Genaues Todesdatum unbekannt
- vor 25. April: Albrecht II., Abt von Murrhardt
- Juli: Heinrich II., Markgraf von Brandenburg (* um 1308)
- September: Manuel Palaiologos, byzantinischer Prinz
- Antonius Andreae, spanischer Franziskaner (* um 1280)
- Anna von Bolanden, pfälzische Adelige (* um 1260)
- Johannes I. von Blankenfelde, Berliner Bürgermeister (* um 1240)
- Maud de Burgh, anglo-irische Adelige (* um 1290)
- Heinrich von Plötzke, Ordensritter des Deutschen Ordens
- Jom Tob ben Abraham aus Sevilla, spanisch-jüdischer Gelehrter, Talmudist und Religionsphilosoph (* 1250)
- Luitbert von Rödinghausen, Abt des Klosters Grafschaft
- Maria Afonso, uneheliche Tochter des portugiesischen Königs Dionysius (* 1301)
- Nichirō, japanischer buddhistischer Mönch (* 1245)

### Gestorben um 1320
- Aaron ben Joseph, jüdischer Gelehrter und Karäer (* um 1260)
- Roger Deslaur, Herzog von Athen
- Zhu Shijie, chinesischer Mathematiker (* um 1260)